# Neopetalia punctata
Neopetalia punctata es una especie de odonato anisóptero, la única de la familia Neopetaliidae. Es endémica de Argentina y de Chile.